# Cathal mac Conchobair
Pour les articles homonymes, voir Cathal mac Conchobar mac Taidg.
Cathal mac Conchobair (mort en 925) fut un roi de Connacht. Il était l'ancêtre de la dynastie des Ua Conchobair, anglicisés en O'Connor. Cette dynastie dirigea le Connacht jusqu'en 1439.

## Origine
Cathal est le troisième fils de Conchobar mac Taidg Móir († 882) à diriger le Connacht, après son frère aîné Áed mac Conchobair († 888) et son plus jeune frère Tadg mac Conchobair († 900). Il y a peut-être eu un quatrième frère, Máel Cluiche mac Conchobair, († au combat 913). Ils appartenaient à la branche des Síl Muiredaig des Uí Briúin Ai. Les Uí Briúin Ai prétendaient descendre de Brion, un frère plus âgé de Niall Noigiallach, et la royauté du Connacht alternait irrégulièrement entre les Síl Muiredaig et les Síl Cathail. À l'époque de Cathal, les Síl Cathail étaient presque exclus de la succession.

## Règne
Lorsque Cathal devint roi, Flann Sinna, haut-roi d'Irlande mort en 916, lui demanda de reconnaître son autorité. Ceci fut convenu lors d'une rencontre à Clonmacnoise en 900, et on retrouva Cathal se battant fréquemment aux côtés ou au nom de Flann.
La guerre éclata entre le haut-roi et le roi de Munster, Cormac mac Cuilennáin († 908), et Cathal se trouva pris dans ce conflit en tant qu'allié de Flann Sinna. En 907, les forces du Munster entrèrent en campagne contre le Connacht, allant jusqu'à Mag nAí (dans le comté actuel de Roscommon) et les Ui Neill prirent des otages au Connacht. Ces forces comprenaient une flotte opérant sur le Shannon. Cependant, en 908, les armées du haut-roi, qui incluaient Cathal, écrasèrent les forces du Munster à la bataille de Belach Mugna en Mag Ailbe  (Ballaghmoone, dans le nord du comté actuel de Carlow), et Cormac y fut tué.
En 913, Niall Glúndub († 919) des Cenél nEógain, appartenant aux Ui Neill du nord, commença à demander d'être reconnu comme l'héritier de la royauté suprême. Il envahit le Connacht, et battit les Uí Amalgada et les Umall du nord Connacht. Le frère de Cathal fut tué dans cette bataille. Niall devint haut-roi en 916. Le nouveau haut-roi, Donnchad Donn († 944) du Meath, envahit le Connacht en 922. Mais ses forces furent battues dans la région déserte d'Áth Luain (Athlone). Il n'est pas précisé si c'était la manière habituelle d'un nouveau haut-roi pour tenter d'imposer son autorité sur le Connacht, ou si cela visait l'intense activité des Vikings sur le Shannon à cette époque. Le roi d'Aidne, Mael fils de Duí, avait été tué cette année-là par les Vikings,
Les annales font part de la mort de l'héritier de Cathal en 923. Selon les Annales d'Ulster, il s'agissait de Máel Cluiche, qui fut tué traîtreusement, et pourtant sa mort est signalée en 913 dans ces mêmes annales. Les Annales des quatre maîtres donnent à son héritier le nom d'Indrechtach, et affirment qu'il était un autre fils de Conchobar. Ce même Indrechtach se retrouve dirigeant une flotte avec des hommes de Meath sur le Loch Derg, éliminant la flotte du Munster du Shannon.

## Postérité
Cathal meurt en 925 en se repentant . Son fils Tadg in Túir († 956) lui succéda, et ce dernier fut lui-même remplacé par Fergal mac Airt Ua Ruairc († 967) de la branche montante des Uí Briúin Bréifne.Le petit-fils de Cathal, Conchobar mac Taidg(† 973) est toutefois le fondateur éponyme de la lignée des Ui Conchobair et l'ancêtre direct de Toirdelbach Ua Conchobair.